# ピゴッツ
ピゴッツ（英語: Piggotts）は、アンティグア・バーブーダのセント・ジョージ教区に位置する都市。セント・マークス村（St Mark's Village）とも呼ばれる。アンティグア島の内陸に位置し、首都のセントジョンズからは東に約2.5キロメートルの距離にある。またVCバード国際空港が所在するオズボーンと隣接している。人口は1,478人（2001年）で、国内で9番目に多い。
キッズ・アンリミテッド小学校、クレア・ホール中学校がある。